# Foxmail
Foxmail est un client de messagerie qui reconnaît les protocoles POP3 et SMTP et Microsoft Exchange. Il est distribué par la société chinoise Tencent.

## Description
Ce client possède un certain nombre de fonctions clés :
- Comptes multiples (pour gestion autonome ou multi-utilisateurs), chaque compte pouvant relever de multiples serveurs POP3 ;
- Protection des comptes par mot de passe et chiffrement possible des boîtes aux lettres personnelles ;
- Mails aux formats texte et HTML (composition/lecture) ;
- Administration des comptes POP à distance ;
- Filtres, modèles et gestion des accusés de lecture ;
- Support S/MIME et SSL pour plus de sécurité/confidentialité ;
- Filtrage anti-spam évolué (listes noire et blanche, filtres Bayesiens et règles) ;
- Support de l'Unicode ;
- Utilisation nomade sur support amovible (clé USB, carte mémoire, disque ZIP) ;
- Saisie manuscrite (avec une tablette graphique par exemple) ;
- Agrégateur de flux RSS ;
- Prise en charge des messageries web Outlook.com  (en réception/envoi) et Yahoo! Mail ;
- Mail Express pour l'envoi de courriels directement au domaine destinataire ;
- Importe rapidement les comptes et messages électroniques depuis Outlook Express ainsi que les messages au format EML ;
- Importe les carnets d'adresses aux formats WAB (Windows Address Book), texte et CSV ;
- Support de l'IMAP (depuis la version 6.5 bêta 2).